# Keylen Gregory
Keylen Omalle Gregory (30 ottobre 1986) è un ex cestista americo-verginiano.

## Carriera
Con le Isole Vergini Americane ha disputato due edizioni dei Campionati americani (2003, 2007).